# Hypermagnesiämie
Als Hypermagnesiämie bezeichnet man eine krankhafte Erhöhung des Magnesiumspiegels im Blut. Die Erkrankung ist selten und oft asymptomatisch, kann aber unbehandelt bei schweren Formen lebensbedrohlich werden.

## Ursachen
Eine Überladung mit Magnesium im Blut kann auftreten, wenn die Niere die Magnesiumsausscheidung aufgrund einer Funktionsstörung nicht mehr ausreichend leisten kann. Dies kann bei einem akuten Nierenversagen und auch bei chronischem Nierenversagen der Fall sein. Eine erhöhte Magnesiumzufuhr kann ebenfalls zu einem erhöhten Blutspiegel führen. Dies kann zum Beispiel auch im Rahmen der Behandlung eines Magnesiummangels auftreten, wenn die auf einmal verabreichte Menge von Magnesium zu hoch ist. Ebenso können magnesiumhaltige Abführmittel oder Antazida mit hohem Magnesiumgehalt zu einer Überladung führen. Eine milde Magnesiumüberladung findet sich oft bei einer Akromegalie, bei Nebennierenrindeninsuffizienz oder bei familiären Störungen des Kalziumstoffwechsels.
Bei Katzen kann ein Magnesiumüberschuss auch bei einem Pleuraerguss oder bei intrathorakalen Tumoren auftreten. Der zugrundeliegende Mechanismus ist unbekannt.

## Beschwerden
Die Symptome der Magnesiumüberladung zeigen sich konzentrationsabhängig am Nervensystem und dem Herzen. Bis rund 3,6 mg/dl ist der Zustand in der Regel ohne Beschwerden. Ab einem Spiegel von 7,2 mg/dl zeigt sich ein Erlöschen der Sehnenreflexe. Atemlähmung, Schock, Herzversagen und Koma treten ab rund 12 mg/dl auf. Ebenso kann es bereits früher zu Muskelschwäche und Gefühlsstörungen typischerweise im Gesicht kommen.

## Behandlung
Als Antidot zur Magnesiumüberladung steht Calcium zur Verfügung, da beide Elektrolyte im menschlichen Stoffwechsel gegenläufig geregelt sind. Bei schweren Verläufen ist eine Hämodialyse in Betracht zu ziehen, um das überschüssige Magnesium aus dem Blut zu entfernen.